# Falangă (os)

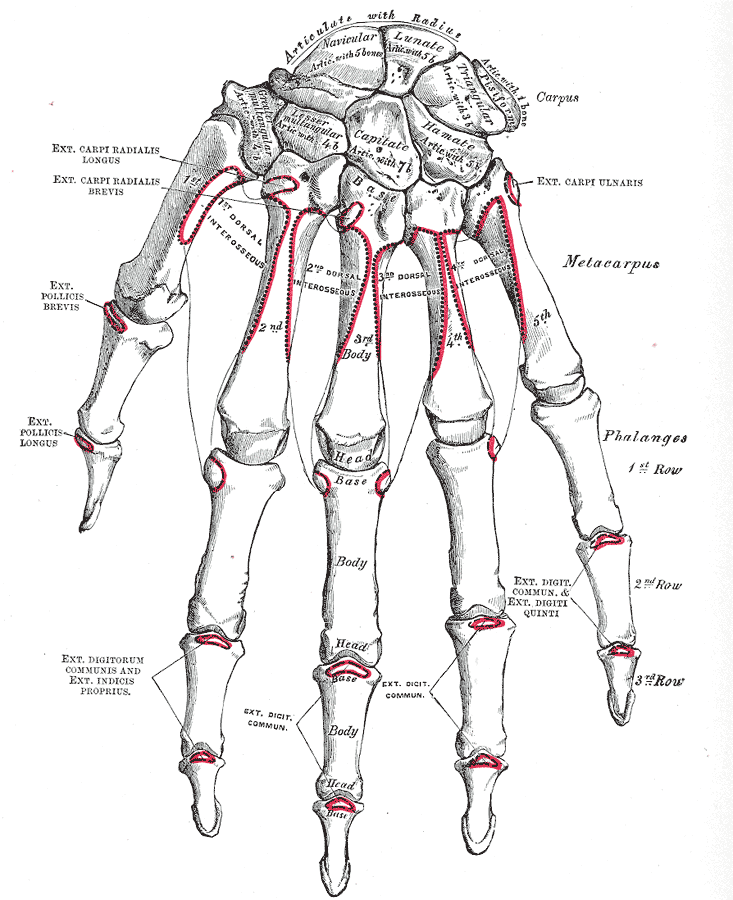
Falangele unei mâini

Falanga este un os al degetelor mâinii sau piciorului, cu o lungime de până la 4 sau 5 centimetri, care permite mișcarea degetelor. Fiecare deget are trei falange (în afară de degetele mari ale mâinilor și picioarelor, care au numai două):
- Falanga distală;
- Falanga intermediară;
- Falanga proximală.